# Dichorragia derdas
Dichorragia derdas är en fjärilsart som beskrevs av Hans Fruhstorfer 1903. Dichorragia derdas ingår i släktet Dichorragia och familjen praktfjärilar. Inga underarter finns listade i Catalogue of Life.